# Игра преследования
Игра преследования — антагонистическая дифференциальная игра преследователя (догоняющего) {\displaystyle P} и преследуемого (убегающего) {\displaystyle E} , движения которых описываются системами дифференциальных уравнений:
{\displaystyle P:{\dot {x}}=f(x,u),}
{\displaystyle E:{\dot {y}}=g(y,v),}
где {\displaystyle x,y} — фазовые векторы, определяющие состояния игроков {\displaystyle P} и {\displaystyle E} соответственно; {\displaystyle u,v} — управляющие параметры, выбираемые игроками в каждый момент времени из заданных компактных множеств {\displaystyle U,V} евклидовых пространств. Целью {\displaystyle P} может быть, например, сближение с {\displaystyle E} на заданное расстояние, что формально означает попадание {\displaystyle x} в {\displaystyle \ell }-окрестность {\displaystyle y} ({\displaystyle \ell >0}). При этом различаются случаи сближения за минимальное время (игра преследования на быстродействие), к заданному моменту времени (игра преследования с предписанной продолжительностью) и до момента достижения игроком {\displaystyle E} некоторого множества (игра с «линией жизни»). Сравнительно хорошо изучены игры с полной информацией, когда оба игрока знают фазовые состояния друг друга в каждый текущий момент времени. Под решением игры преследования понимается нахождение ситуации равновесия.
Игра стала изучаться с появлением управляемых торпед и ракет: какова должна быть тактика ракеты, чтобы сбить истребитель? Истребителя, чтобы уйти от ракеты? При этом ракета намного быстрее истребителя, но ограничена в манёврах и живёт недолго.